# Edward O'Hare
Pour les articles homonymes, voir O'Hare.
Edward Henry « Butch » O'Hare (né le 13 mars 1914 à Saint-Louis dans le Missouri et mort le 26 novembre 1943  près des îles Gilbert) était un pilote aéronaval de l'US Navy qui, en février 1942, devint le premier as et décoré de la Medal of Honor de l'US Navy lors de la Seconde Guerre mondiale.
O'Hare fit bénéficier de ses précieux conseils son ailier au sein de l'escadrille VF-6, un jeune pilote nommé Alexander Vraciu. Celui-ci devint à son tour un as de l'United States Navy.
O'Hare mourut au combat dans la nuit du 26 novembre 1943, alors qu'il commandait la première attaque de nuit jamais lancée depuis un porte-avions américain. Durant un combat avec des bombardiers-torpilleurs japonais, O'Hare fut abattu et son avion ne fut jamais retrouvé. En 1945, le destroyer de l'US Navy USS O'Hare (DD-889) fut baptisé en son honneur. Quelques années plus tard, le colonel Robert R. McCormick, éditeur du Chicago Tribune, suggéra un changement de nom du Chicago's Orchard Depot Airport pour honorer Butch O'Hare. Le 19 septembre 1949, l'aéroport international de Chicago fut renommé aéroport international O'Hare. L'aéroport expose une réplique du Grumman F4F-3 que pilotait Butch O'Hare lors de son vol de la Medal of Honor. 
Edward O'Hare n'a pas vécu à Chicago mais son père Edward J. O'Hare (1883-1939), après la séparation d'avec sa mère, était venu s'y installer. Avocat, il travailla pour Al Capone avant d'aider plus tard les procureurs fédéraux à prouver la fraude fiscale de ce dernier. En 1939, une semaine avant que Capone ne soit libéré d'Alcatraz, O'Hare fut abattu au volant de sa voiture à Chicago.

## Source
- (en) Cet article est partiellement ou en totalité issu de l’article de Wikipédia en anglais intitulé « Edward O'Hare » (voir la liste des auteurs).

- Notices d'autorité :   - VIAF
  - ISNI
  - LCCN
  - GND
  - WorldCat